# Trentepohlia (ondergeslacht)
Trentepohlia is een ondergeslacht van het geslacht van insecten Trentepohlia binnen de familie steltmuggen (Limoniidae).

## Soorten
Deze lijst van 86 stuks is mogelijk niet compleet.
- T. (Trentepohlia) abronia (Alexander, 1973)
- T. (Trentepohlia) africana (Alexander, 1930)
- T. (Trentepohlia) albogeniculata (Brunetti, 1912)
- T. (Trentepohlia) alluaudi (Alexander, 1920)
- T. (Trentepohlia) amantis (Alexander, 1956)
- T. (Trentepohlia) angustilinea (Alexander, 1973)
- T. (Trentepohlia) arachne (Alexander, 1956)
- T. (Trentepohlia) atrogenualis (Alexander, 1970)
- T. (Trentepohlia) aurantia (Alexander, 1920)
- T. (Trentepohlia) bakeri (Alexander, 1927)
- T. (Trentepohlia) bellipennis (Alexander, 1955)
- T. (Trentepohlia) bifasciata (Edwards, 1928)
- T. (Trentepohlia) bifascigera (Alexander, 1940)
- T. (Trentepohlia) bougainvillensis (Alexander, 1973)
- T. (Trentepohlia) brevisector (Alexander, 1923)
- T. (Trentepohlia) camillerii (Alexander, 1960)
- T. (Trentepohlia) cara (Alexander, 1956)
- T. (Trentepohlia) centrofusca (Alexander, 1960)
- T. (Trentepohlia) centrofuscoides (Alexander, 1972)
- T. (Trentepohlia) clitellaria (Alexander, 1934)
- T. (Trentepohlia) curtipennis (Speiser, 1908)
- T. (Trentepohlia) christophersi (Edwards, 1927)
- T. (Trentepohlia) delectabilis (Alexander, 1941)
- T. (Trentepohlia) disconnectans (Alexander, 1970)
- T. (Trentepohlia) doddi (Alexander, 1922)
- T. (Trentepohlia) estella (Alexander, 1972)
- T. (Trentepohlia) exornata (Bergroth, 1888)
- T. (Trentepohlia) fenestrata (Alexander, 1956)
- T. (Trentepohlia) festivipennis (Edwards, 1928)
- T. (Trentepohlia) fijiensis (Alexander, 1914)
- T. (Trentepohlia) fuscoapicalis (Alexander, 1920)
- T. (Trentepohlia) fuscobasalis (Alexander, 1934)
- T. (Trentepohlia) fuscomedia (Alexander, 1973)
- T. (Trentepohlia) gracilis (Enderlein, 1912)
- T. (Trentepohlia) hexaphalerata (Alexander, 1965)
- T. (Trentepohlia) holoxantha (Alexander, 1929)
- T. (Trentepohlia) humeralis (Alexander, 1921)
- T. (Trentepohlia) hyalina (Alexander, 1921)
- T. (Trentepohlia) infernalis (Alexander, 1967)
- T. (Trentepohlia) inflata (Alexander, 1920)
- T. (Trentepohlia) isis (Alexander, 1956)
- T. (Trentepohlia) jacobi (Alexander, 1934)
- T. (Trentepohlia) joana (Alexander, 1974)
- T. (Trentepohlia) laetipennis (Alexander, 1931)
- T. (Trentepohlia) larotypa (Alexander, 1956)
- T. (Trentepohlia) lepida (Alexander, 1973)
- T. (Trentepohlia) leucophaea (Alexander, 1959)

- T. (Trentepohlia) limata (Alexander, 1973)
- T. (Trentepohlia) luteicosta (Alexander, 1973)
- T. (Trentepohlia) luteicostata (Alexander, 1978)
- T. (Trentepohlia) marmorata (Brunetti, 1912)
- T. (Trentepohlia) mcgregori (Alexander, 1927)
- T. (Trentepohlia) mediofusca (Alexander, 1960)
- T. (Trentepohlia) melanoleuca (Alexander, 1958)
- T. (Trentepohlia) msingiensis (Lindner, 1958)
- T. (Trentepohlia) nigricolor (Alexander, 1921)
- T. (Trentepohlia) nigripes (Alexander, 1953)
- T. (Trentepohlia) nigrita (Alexander, 1963)
- T. (Trentepohlia) nigroapicalis (Brunetti, 1912)
- T. (Trentepohlia) nox (Alexander, 1921)
- T. (Trentepohlia) obsoleta (Edwards, 1927)
- T. (Trentepohlia) ornatipennis (Brunetti, 1918)
- T. (Trentepohlia) pallidipleura (Alexander, 1926)
- T. (Trentepohlia) percelestis (Alexander, 1958)
- T. (Trentepohlia) perelongata (Alexander, 1975)
- T. (Trentepohlia) perigethes (Alexander, 1960)
- T. (Trentepohlia) perpicturata (Alexander, 1950)
- T. (Trentepohlia) pictipennis (Bezzi, 1916)
- T. (Trentepohlia) pomeroyi (Alexander, 1921)
- T. (Trentepohlia) proba (Alexander, 1935)
- T. (Trentepohlia) pulchripennis (Alexander, 1923)
- T. (Trentepohlia) reversalis (Alexander, 1926)
- T. (Trentepohlia) richteri (Alexander, 1978)
- T. (Trentepohlia) saucia (Alexander, 1915)
- T. (Trentepohlia) septemtrionalis (Alexander, 1921)
- T. (Trentepohlia) speiseri (Edwards, 1913)
- T. (Trentepohlia) strepens (Alexander, 1936)
- T. (Trentepohlia) suavis (Alexander, 1955)
- T. (Trentepohlia) sutilis (Alexander, 1953)
- T. (Trentepohlia) taylori (Alexander, 1931)
- T. (Trentepohlia) trentepohlii (Wiedemann, 1828)
- T. (Trentepohlia) tripunctata (Edwards, 1934)
- T. (Trentepohlia) ugandae (Alexander, 1920)
- T. (Trentepohlia) umbricellula (Alexander, 1975)
- T. (Trentepohlia) venustipennis (Edwards, 1926)
- T. (Trentepohlia) zambesiae (Alexander, 1912)